# Drumsna
Drumsna is een plaats in het Ierse graafschap Leitrim. De plaats telt 173 inwoners.